# Comuna Răcăria, Rîșcani
Comuna Răcăria este o comună din raionul Rîșcani, Republica Moldova. Este formată din satele Răcăria (sat-reședință) și Ușurei.

## Demografie
Conform datelor recensământului din 2014, comuna are o populație de 1.603 locuitori. La recensământul din 2004 erau 1.883 de locuitori.

## Administrație și politică
Componența Consiliului local Răcăria (9 consilieri), ales la 5 noiembrie 2023, este următoarea:
|  | Partid                                       | Consilieri | Componență | Componență | Componență | Componență | Componență | Componență | Componență | Componență | Componență |
|  | -------------------------------------------- | ---------- | ---------- | ---------- | ---------- | ---------- | ---------- | ---------- | ---------- | ---------- | ---------- |
|  | Partidul Socialiștilor din Republica Moldova | 9          |            |            |            |            |            |            |            |            |            |

## Personalități născute aici
- Alexandru Chișlari (n. 1934), om politic.